# Halach Uinik

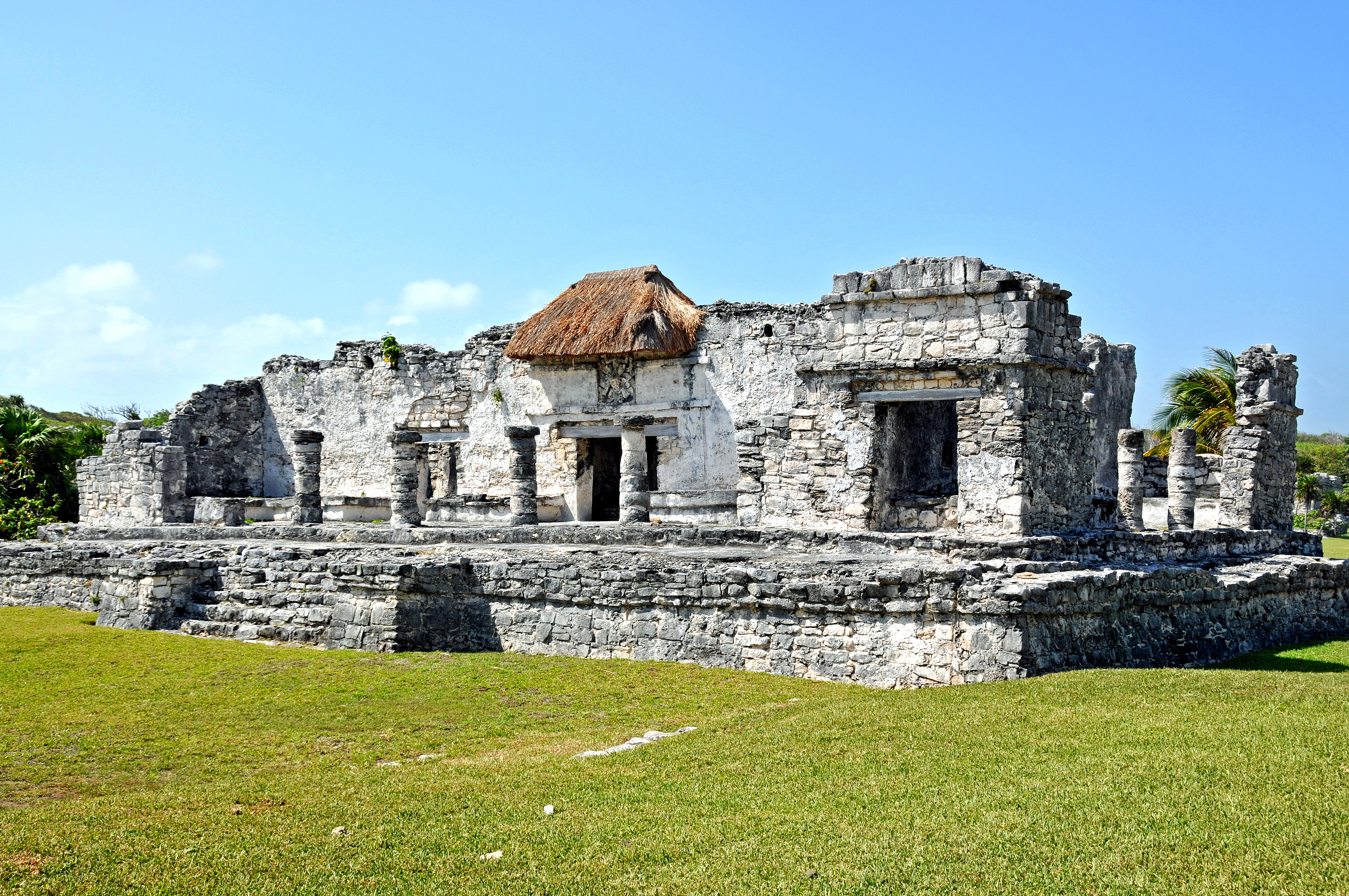
Maison du Halach Uinik à Tulum

Halach Uinik ou jalach winik ( «homme véritable» en maya) est un titre porté par le souverain de certaines principautés mayas de la péninsule du Yucatan après la fin de la ligue de Mayapan.